# Phonapate andriana
Phonapate andriana is een keversoort uit de familie boorkevers (Bostrichidae). De wetenschappelijke naam van de soort is voor het eerst geldig gepubliceerd in 1909 door Lesne.